# Jetis Kapuan
Jetis Kapuan is een bestuurslaag in het regentschap Kudus van de provincie Midden-Java, Indonesië. Jetis Kapuan telt 3204 inwoners (volkstelling 2010).